# Престон
Престон (англ. Preston) — місто в Англії, що виділене в окремий район зі статусом «сіті», адміністративний центр графства Ланкашир, розташований біля річки Ріббл.
Перетворений в район з міста-графства Престон у ході адміністративної реформи 1974 року. Отримав статус міста в результаті конкурсу в 2002 році.

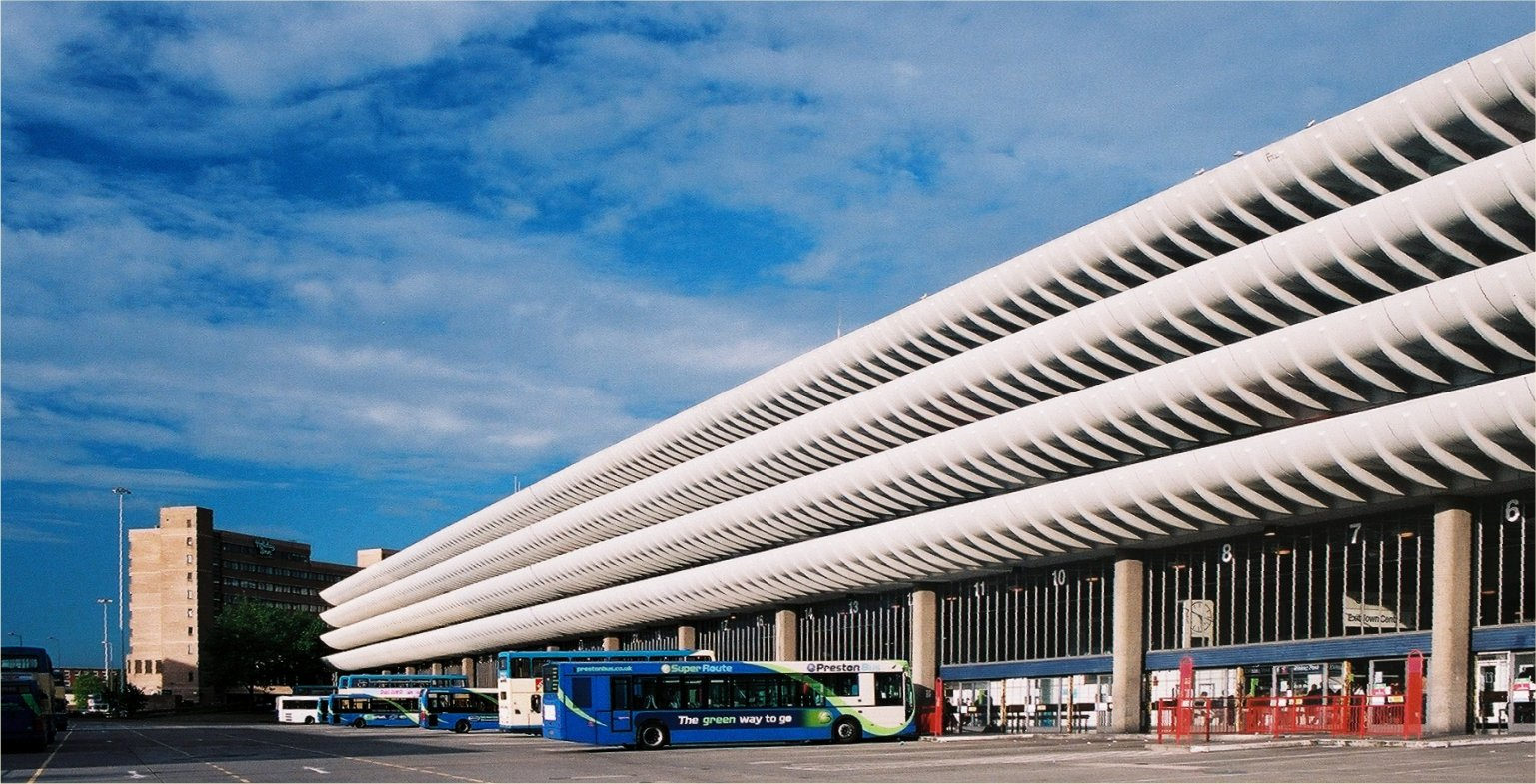
Автовокзал Престона

 Займає територію 142 км² і межує на сході з районом Ріббл Валлі, на півдні з районом Південний Ріббл, на заході з районом Файлд, на північно-заході з районом Віар. На території міста проживають 129 633 осіб, при середній щільності населення 911 осіб/км² (на 2001 рік).

## Персоналії
- Роберт В. Сервіс (1874-1958) — канадський поет і прозаїк.